# Xylopia latipetala
Xylopia latipetala är en kirimojaväxtart som beskrevs av Bernard Verdcourt. Xylopia latipetala ingår i släktet Xylopia och familjen kirimojaväxter. Inga underarter finns listade i Catalogue of Life.